# Antoine Lascoux
Pour les articles homonymes, voir Lascoux.
Antoine Lascoux (1839-1906) est un magistrat français, initiateur du premier Cercle wagnérien de Paris en 1869, Le Petit Bayreuth.

## Biographie
Juge d'instruction au Tribunal de première instance de la Seine, Antoine Lascoux créa Le Petit Bayreuth, association de concert qui mettait Richard Wagner particulièrement à l'honneur.
Il est représenté par Henri Fantin-Latour sur le tableau Autour du piano, avec Adolphe Jullien, Arthur Boisseau, Emmanuel Chabrier, Camille Benoît, Edmond Maître, Vincent d'Indy, Amédée Pigeon. Il est debout, à droite du tableau, la main dans son manteau.
Il est le grand-père de la violoniste Hortense de Sampigny, qui créa en France le deuxième concerto pour violon de Karol Szymanowski et fut la dédicataire de la deuxième sonate pour violon et piano de Bohuslav Martinu, qu'elle créa à Paris en 1933.
Il meurt à Mont-Dore (Puy-de-Dôme) le 30 août 1906.

## Sources
- Chef amateur et fou de Wagner